# Forman S. Acton
Forman Sinnickson Acton (Salem, 10 agosto 1920 – Woodstown, New Jersey, 12 febbraio 2014) è stato un informatico statunitense.

## Biografia
Aston è stato un informatico, ingegnere, educatore e autore. Inoltre era professore emerito nel Dipartimento di Computer Science alla Princeton University.
Inizia i suoi studi nella Salem City School.
Dopo aver raggiunto il grado 9th si trasferisce alla Phillips Exeter Academy in Exeter, New Hampshire, dove si diploma nel 1939, quindi alla Princeton University, ottenendo il grado di Bachelor of Science nel 1943, e il grado Master of Science in ingegneria chimica nel 1944.
Si arruola nell'esercito nel Giugno 1944, lavorando per U.S. Army nell'Oak Ridge, a una struttura che ha giocato un ruolo chiave nel Progetto Manhattan, per tutta la seconda guerra mondiale.
Dopo la guerra, diventa secondo nel Carnegie Institute of Technology nella laurea di Matematica.

## Pubblicazioni
Libro del 1970 Numerical Methods That Work,  e revisionato nel 1997 dalla Mathematical Association of America.
Real Computing Made Real: Preventing Errors in Scientific and Engineering Calculations.